# Babàievo
Babàievo (en rus: Бабаево) és un poble de l'óblast de Vladímir, a Rússia, segons el cens del 2010 tenia 604 habitants. Pertany al districte municipal de Sóbinka.